# Želízy
Želízy är en ort i Tjeckien.   Den ligger i regionen Mellersta Böhmen, i den centrala delen av landet, 40 km norr om huvudstaden Prag. Želízy ligger 180 meter över havet och antalet invånare är 472.
Terrängen runt Želízy är lite kuperad. Runt Želízy är det ganska tätbefolkat, med 54 invånare per kvadratkilometer. Närmaste större samhälle är Štětí, 7,2 km nordväst om Želízy. Trakten runt Želízy består till största delen av jordbruksmark.